# Торткул
Тортку́л (каз. Төрткүл) — село у складі Байзацького району Жамбильської області Казахстану. Входить до складу Жалгизтобинського сільського округу.
У радянські часи село називалось Багара.
Населення — 227 осіб (2021; 239 у 2009, 254 у 1999, 267 у 1989).